# Muralövő
Muralövő (horvátul: Strelec) falu Horvátországban, Muraköz megyében. Közigazgatásilag Kisszabadkához tartozik.

## Fekvése
Csáktornyától 10 km-re keletre az A4-es autópálya mellett fekszik.

## Története
A település feltehetően a 18. – 19. században keletkezett, addig a szomszédos Dezsérlakához tartozott. Az 1715-ös adóösszeírásban még nem szerepel. 1857-ben 150 lakosa volt. A csáktornyai uradalom részeként  1791-től gróf Festetics György birtoka és ezután 132 évig a tolnai Festeticsek voltak az urai.
1910-ben 247, túlnyomórészt horvát lakosa volt. 1920-ig Zala vármegye Perlaki járásához tartozott, majd a délszláv állam része lett. 1941 és 1945 között újra Magyarország része volt, majd visszakerült a jugoszláv államhoz. 2010-ben 317 lakosa volt.

## Nevezetességei
Szent Anna tiszteletére szentelt kápolnája.

## Külső hivatkozások
- Kisszabadka község hivatalos oldala